# Pietro Andrea Bufalini
Pietro Andrea Bufalini (Urbino, 1621 – Firenze, 9 novembre 1688) è stato un architetto, cartografo e incisore italiano.

## Biografia

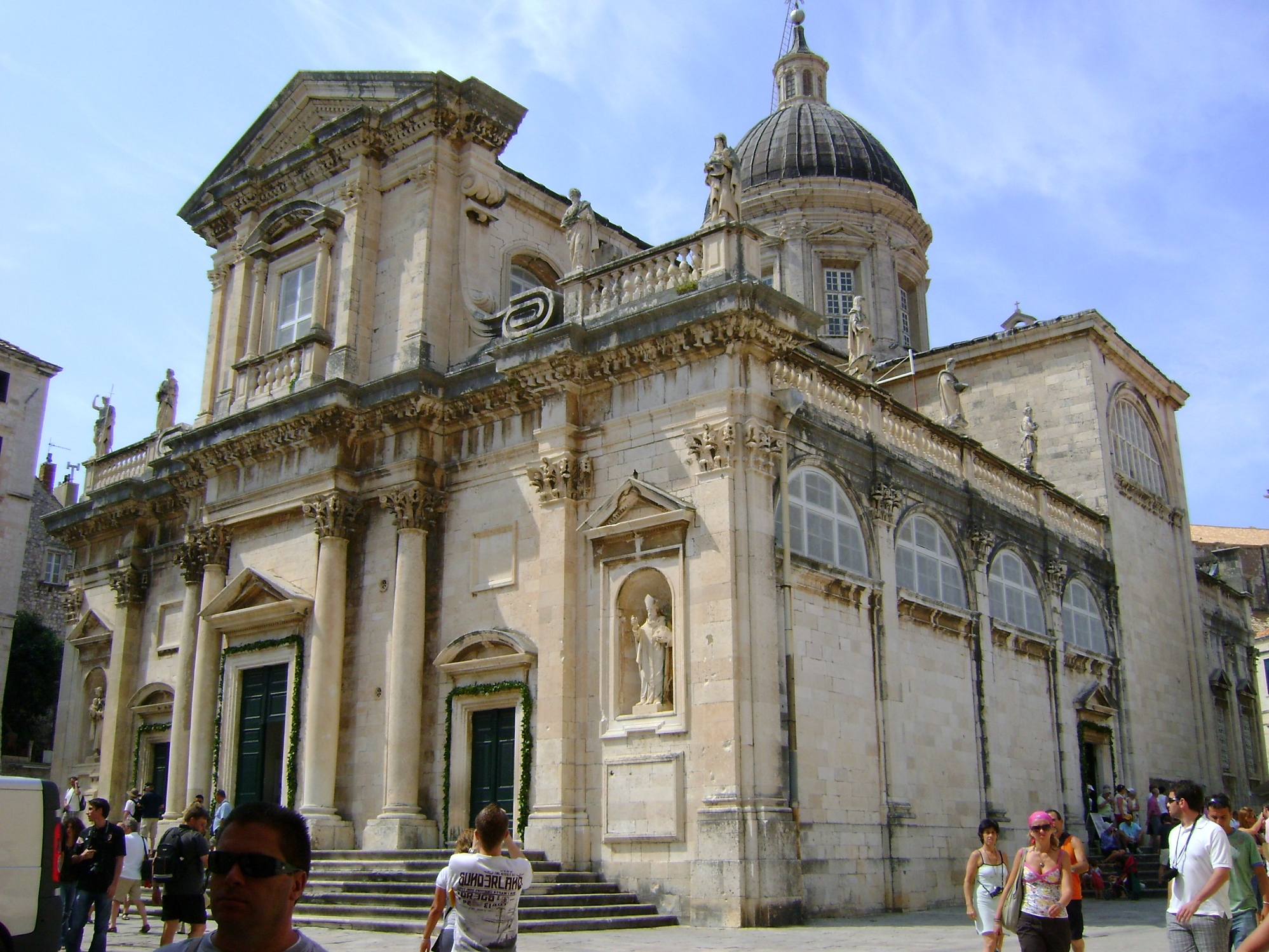
Cattedrale di Ragusa (Croazia)

Spesso il suo cognome è scritto come Buffalini. Non risultano notizie certe sulla sua formazione, forse in relazione a Pietro da Cortona. Già ventenne si trovava nell’entourage di Cassiano dal Pozzo e nei circoli barberiniani.
Nel 1656 fu censito come pittore. In effetti la sua prima attività documentata è quella di cartografo e incisore, Nel 1659 partecipa alla realizzazione della Nova Et Esatta Tavola Del Regno Di Francia, stampata a Roma. Sue sono le incisioni della pubblicazione di  Giovanni Pietro Bellori "Fragmenta vestigii veteris Romae ex lapidibus Farnesianis" (1673) e collaborò ai rilievi per "Gli antichi Sepolcri, ovvero Mausolei romani ed etruschi trovati in Roma" di Pietro Santi Bartoli.
A partire dagli anni settanta i  suoi interessi si spostarono sull'architettura e nel 1673 fu ammesso come architetto
tra gli accademici di San Luca. Tuttavia risulta poco documentata una attività come progettista. Fu architetto del monastero di Santa Maria di Sette Dolori (oblate agostiniane) e della Congregazione di San Gregorio (comunità croata a Roma).

## Opere
La sua opera maggiore fu la cattedrale di Ragusa la cui vicenda costruttiva è assai singolare. La cattedrale di Dubrovnik era andata distrutta in un  disastroso terremoto nel 1667. La confraternita di San Girolamo a Roma si offrì di fornire il progetto per la ricostruzione dell' importante edificio religioso,  affidato a Pier Andrea Bufalini. Furono inviati disegni e modelli in legno della chiesa e delle sue parti. Bufalini non si recò mai in cantiere che fu invece coordinato da capomastri inviati da Roma (tra cui Paolo Andreotti). 
Il progetto che prevedeva una pianta a croce latina, tre navate, cappelle laterali e copertura a botte fu comunque seguito. Alla morte di Bufalini che risulta documentato in vita fino al 1688, la chiesa in qualche modo era giunta fino all'imposta delle coperture e così rimase per un periodo di inattività. Successivamente l'architetto domenicano Tommaso Maria Napoli completò la copertura sostituendo la volta a botte con vole a crociera per migliorare la luminosità.